# Анна Петрівна (донька Катерини II)
Велика княжна А́нна Петрі́вна (1757, Санкт-Петербург — 1759, Санкт-Петербург) — дочка великої княгині Катерини Олексіївни (майбутньої Катерини ІІ). Померла у дитинстві.

## Біографія
З'явилась на світ 9 (20) грудня 1757 року між 10 і 11 годинами вечора у дерев'яному Зимовому палаці палаці на Невському проспекті у Петербурзі, де у цю пору проживала імператорська сім'я. (Дата народження «8 березня», вказана на надгробнику є помилковою).
Місто про народження немовляти повідомили о 12-й ночі 101 гарматним пострілом з Петропавлівської фортеці. 12 грудня по повісткам чоловічі персони перших п'ятьох класів здоровили великого князя з народженням дочки. 11-го числа про народження було повідомлено у Цербст — бабусі по материнській лінії — грамотами.

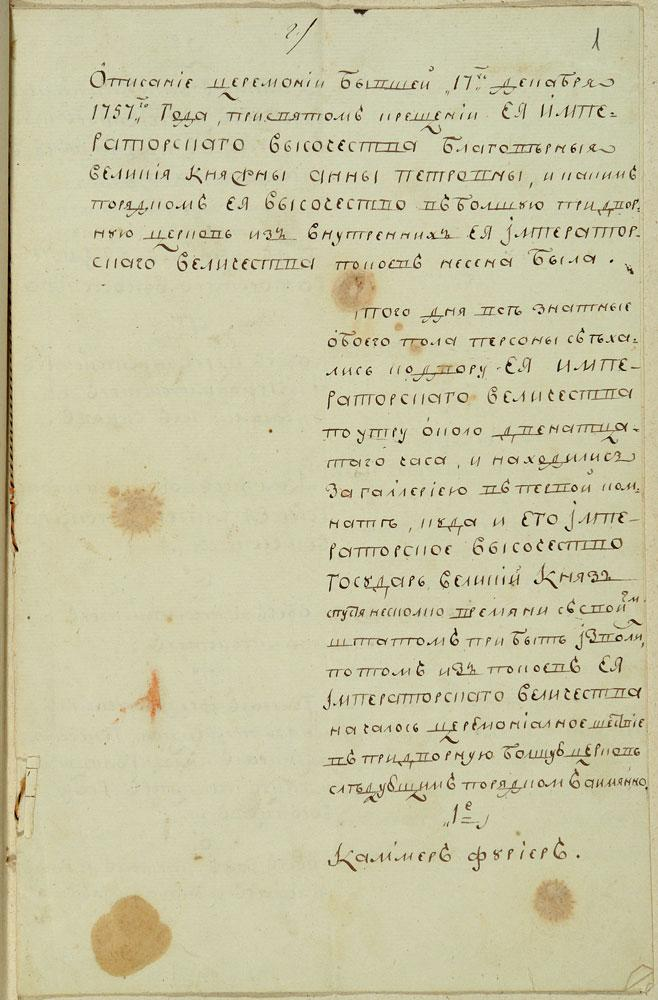
Опис хрещення з датою 17 грудня 1757 року

Анна була визнана як законна дочка подружжям Катерини, великим князем Петром Федоровичем (майбутнім Петром III), але двір не був впевнений у його батьківстві. «Сумнівна ситуація, яка склалася при дворі, характеризує те, що Церемоніальна частина відбувалася без іноземних послів, яким повідомили про скасування їхнього приїзду на хрещення. Причиною було назване те, що офіційного виходу імператриці не буде у зв'язку з її недугою. Але Єлизавета Петрівна, скориставшись боковими дверима церкви прийшла на церемонію хрещення, і стала восприємницею маленької Анни і як гросмейстер ордена Св. Катерини поклала його знаки на дівча».
17 грудня дівча була хрещена у Великій придвірній церкві.
Ім'я дитині дали «Анна» у честь покійної бабусі по батьківській лінії — царівни Анни Петрівни (сестри імператриці Єлизавети). Ім'я було вибране Єлизаветою, котра не дала Катерині назвати дочку у її честь «Єлизаветою».
Катерина у своїх «Записках» пише, що її чоловік «по цій нагоді справив у себе велике свято, велів справити те ж і у Голштинии, і приймав всі вітання, які йому по цій нагоді приносили, з великим задоволенням. На шостий день імператриця була восприємнецею цієї дитини і принесла мені наказ кабінету видати мені шістдесят тисяч рублів. Вона надіслала стільки ж великому князю, що ще більше збільшило його радість. Після крестин почалися святкування. Давалися, як говорять, прекраснійші, я ж не бачила ні одного; я була у своїй постелі одна-однесенька і не було ни єдиної душі з мною, окрім Владиславовен, тому що, як тільки родила, не тільки імператриця у цей раз, як і у минулий, унесла дитину у свої покої, але також, під приводом спочинку, котрий мені був потрібний, мене залишили зовсім одну, як якусь несчастную, і ніхто ні ногою не вступав у мою кімнату і не цікавився і не велів цікавитися, як я себе почуваю. Як і у перший раз, я дуже страждала від цього». Надалі мати довго не бачила новонароджену і старшого сина Павла: «…їх не бачу, і що відтоді, як брала молитву, ще не бачила моєї молодшої дочки і не могла їх бачити без особого дозволу імператриці, у двох кімнатах від котрої вони були розташовані, так як їхній кімнати становлять частину її покоїв; я зовсім не сумніваюся, вона дуже о них дбає, але що, будучи позбавленої задоволення їх бачити, мені байдуже бути у ста кроках або у ста верствах від них».
«Через 6 тижнів , 20 січня велика княгиня Катерина Олексіївна приймала „на постелі“ вітання від осіб перших п'ятьох класів та дипломатії».
Ломоносовим була написана Ода на день народження Анни Петрівни: «Ода Великой Государыне Императрице Елисавете Петровне на пресветлый и торжественный праздник рождения Ея Величества и для всерадостного рождения Государыни Великой Княжны Анны Петровны, поднесенная от императорской Академии наук декабря 18 дня 1757 года» (Отд. изд. СПб., 1757)

О твердь небесного завета,

Великая Елисавета,

Екатерина, Павел, Петр,

О новая нам радость — Анна,

России свыше дарованна,

Божественных порода недр! (…)

Піднесена від імені Академічної збірки по нагоді народження Анни. Ода, в якій були згадані питання війни і миру, отримала великий резонанс в зв'язку з посилення Семирічної війни.

### Питання батьківства
Батьком дівчати був, можливо, коханець Катерини, майбутній польський король Станіслав-Август Понятовський, який був з 1756 у Петербурзі послом Саксонії і був висланий з столиці незадовго до родів.

Сама Катерина II у своїх записка пише про реакцію чоловіка на свою вагітність Анной:

«Его Императорское Высочество сердился на мою беременность и вздумал сказать однажды у себя, в присутствии Льва Нарышкина и некоторых других: „Бог знает, откуда моя жена берет свою беременность, я не слишком-то знаю, мой ли это ребёнок и должен ли я его принять на свой счет“. Лев Нарышкин прибежал ко мне и передал мне эти слова прямо с пылу. Я, понятно, испугалась таких речей и сказала ему: „Вы все ветреники; потребуйте от него клятвы, что он не спал со своею женою и скажите, что если он даст эту клятву, то вы сообщите об этом Александру Шувалову, как великому инквизитору империи“. Лев Нарышкин пошел действительно к Его Императорскому Высочеству и потребовал у него этой клятвы, на что получил в ответ: „Убирайтесь к чорту и не говорите мне больше об этом“. Эти слова великого князя, сказанные так неосторожно, очень меня разсердили».— 
Після Павла I і Анни Петрівни у Катерини була тільки одна дитина — позашлюбний син від Орлова Олексій Бобринский; тоді як, Єлизавета Тьомкіна— її позашлюбна донька від Потьомкіна, є лише припущенням.

### Смерть

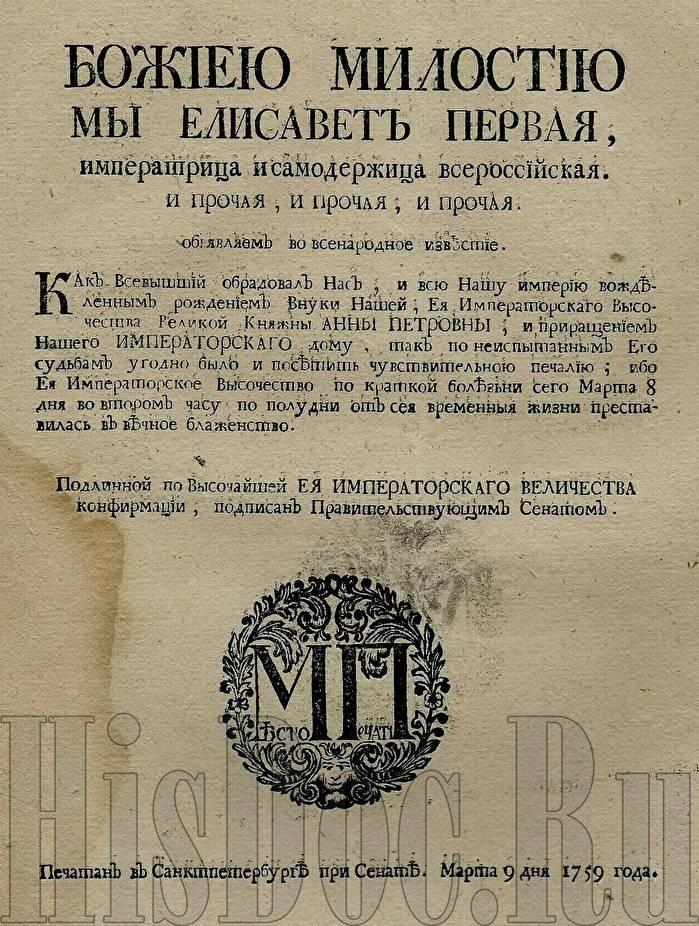

Анна Петрівна, проживши трохи більше року померла «по короткій хворобі» і була похована в усипальниці Благовіщенської церкви в Александро-Невській Лаврі.
Дата смерті 8 (19) березня 1759 року, вказана на надгробнику, підтверджується публікацією 9 (20) березня маніфесту про її смерть, а також тим що, 10 (21) березня була утворена комісія по її похованню.

Божиею Милостию Мы Елисавет Первая, Императрица и Самодержица Всероссийская. и прочая, и прочая, и прочая.

Объявляем во всенародное известие.

Как Всевышний обрадовал Нас, и всю Нашу империю вожделенным рождением Внуки Нашей, Ея Императорскаго Высочества Великой Княжны Анны Петровны; и приращением Нашего Императорскаго дому, так по неиспытанным Его судьбам угодно было и посетить чувствительною печалию; ибо Ея Императорское Высочество по краткой болезни сего Марта 8 дня во втором часу по полудни от сея временныя жизни преставилась в вечное блаженство.

Подлинной по Высочайшей Ея Императорскаго Величества Конфирмации, подписан Правительствующим Сенатом.

Печатан в Санктпетербурге при Сенате. Марта 9 дня 1759 года.

## Нагороди
- При хрещенні 17 грудня 1757 року на велику княжну Анну Петрівну був покладений Орден Святої Єкатерини 1 ступеню.[13]